# Hermann von Fehling
Hermann von Fehling (alemany: Hermann Fehling)  (Lübeck, 9 de juny de 1812 - Stuttgart, 1 de juliol de 1885) fou un químic alemany famós per haver preparat la solució de Fehling utilitzada per a la determinació de glúcids.

## Biografia
Hermann von Fehling va néixer a Lübeck .Amb la intenció d'estudiar farmàcia entrà a la Universitat de Heidelberg el 1835. Després de graduar-se es anà a Gießen per a treballar amb Justus von Liebig, amb el qual dilucidà la composició de paraldehid i del metaldehid. El 1839, per recomanació de Liebig, fou nomenat per a la càtedra de química en el Politècnic de Stuttgart, càrrec que ocupà durant més de 45 anys.
Els seus primers treballs inclouen una investigació de l'àcid succínic, i la preparació del benzonitril, el nitril més simple de la sèrie aromàtica. Més tard, el seu temps es va dedicar principalment a qüestions de tecnologia i salut pública més que no pas a la química pura.
Entre els mètodes analítics que desenvolupà destaca la invenció de la dissolució de Fehling per a la determinació dels glúcids, i que és una solució de sulfat de coure (II) barrejat amb alcalins i tartrat de potassi i sodi (sal de Rochelle). Finalment també es dedicà a qüestions de tecnologia i de salut pública. Va ser col·laborador del Handwörterbuch of Liebig, Friedrich Wöhler i Johann Christian Poggendorff, i del Graham-Otto Textbook of Chemistry. Durant molts anys va ser membre del comitè de revisió de la Farmacopea Germànica.
Fou col·laborador de la Handwörterbuch de Liebig, Friedrich Wöhler i Johann Poggendorff així com en el llibre de text d'Otto-Graham. Durant molts anys fou membre del comitè de revisió de la Pharmacopoeia Germanica. Va morir a Stuttgart el 1885.